# Yang Yongliang
Yang Yongliang (chinois : 杨泳梁 ; pinyin : Yáng Yǒngliáng), né en 1980 à Shanghai, est un artiste contemporain chinois, auteur de peintures, de photographies, d'installations et de vidéos.

## Biographie
Yang Yongliang est né en 1980 à Shanghai,. Durant dix ans et ce depuis son plus jeune âge, Yang Yongliang apprend les rudiments de la peinture traditionnelle chinoise, de la calligraphie et de différentes autres formes d'art avec pour enseignant Yang Yang, professeur à l'université chinoise de Hong Kong. En 1995, à l'âge de 15 ans, il entre au « Shanghai Arts & Crafts Vocational College » dans le département de la communication visuelle.[réf. nécessaire]
Il est diplômé en « Communication Visuelle » à l'institut de design de Shanghai de l'Académie des arts de Chine (localisée à Hangzhou et Shanghai),.
En 2004, Yang Yongliang monte son propre studio photo avec des amis et prend le rôle de directeur artistique de ce studio. Il commence à enseigner en 2006 au Shanghai Institute of Visual Art.

## Œuvres et expositions
Ses œuvres prennent généralement la forme de grandes compositions picturales monochromes ou colorées, dans lesquelles les montagnes et les rivières de la peinture chinoise traditionnelle sont métamorphosées en accumulations de gratte-ciels pour les montagnes ou de lignes de hautes-tensions et de grues de chantier pour les forêts, de décharges ou d'attractions foraines ou encore de voies rapides encombrées par le trafic routier.
Les photomontages, vidéos et installations de Yang Yongliang se réfèrent souvent à des œuvres précises de la peinture chinoise traditionnelle, notamment de l'époque de la dynastie Song où la peinture de paysage connaît son apogée, autour du XIIe siècle, ou de périodes ultérieures comme la dynastie Ming. Certains photomontages sont des reproductions fidèles d'œuvres chinoises classiques.
Néanmoins, pour Claude Hudelot, Yang Yongliang « est tout sauf un artiste “rétro” : son œuvre […] s’inscrit de plain-pied dans l’art contemporain. »
Lors d'une présentation de son travail à Paris au Musée de la chasse et de la nature, à l'occasion d'une soirée-débat « Quelle nature à l'ère de l'Anthropocène » organisée le 23 septembre 2015 dans le cadre du cycle Bienvenue en Anthropocène, le commissaire d'expositions Liyu Yeo commente son travail en montrant ses liens avec l'histoire de la peinture chinoise de paysage ou shanshui (山水 « montagnes et eaux »), qui vise essentiellement à « capter le souffle de l'univers ». Les œuvres de Yang Yongliang se réfèrent plus particulièrement à la tradition monumentale des Song du Nord, par exemple à Qu Ding (Montagnes d'été, milieu du XIe siècle, New York, Metropolitan Museum of Art) ou à Xu Daoning (Chanson nocturne des pêcheurs, vers 1049, Kansas City, Nelson-Atkins Museum of Art). Il s'agit pour l'artiste d'exprimer ou plutôt d'interroger une certaine « manière chinoise » de vivre la ville, d'habiter le monde.
Invitée à commenter son travail lors de cette même présentation, la philosophe Catherine Larrère, spécialiste de l'éthique environnementale, y voit une image possible des traits qui caractérisent fortement le paysage de notre époque, celle de l'Anthropocène : l'humain et le naturel deviennent indiscernables et la planète se couvre d'un tissu urbain mondialisé.

### Œuvres
- Paysage fantôme III (蜃市山水叁, Phantom Landscape III), photomontage numérique, 2007, série de quatre images en forme d'éventail chinois ; feuilles 1 et 2 acquises par le British Museum (références 2008,3012.1 et 2008,3012.2)[9].
- Laissez les collines et les rivières tranquilles ( 山非山，水非水), 2009
- Rendez-moi les montagnes et les rivières (还我山水), 2009
- Paysage fantôme (蜃市山水, Phantom Landscape), Blu-ray HD, 3 min 23, 2010[10]
- Artificial Wonderland #1, photomontage numérique, impression à jet d'encre pigmentée sur aluminium, 2010 ; acquise par le Musée d'art asiatique de San Francisco (référence 2015.45.a-.c)[11].
- La Vallée silencieuse, 2012
- Le Jour de la nuit perpétuelle, vidéo HD, 9 min, 2012[12]
- La Nuit du jour perpétuel, vidéo HD, 8 min 30, 2013[13] ; acquise par le Musée d'art asiatique de San Francisco (référence 2014.14)[14].

### Expositions muséales
Expositions muséales personnelles :
- 3 avril 2010 - 12 septembre 2010 : « Vues de Chine : Yang Yongliang et la métropole moderne », Musée des arts du Nevada, États-Unis[15].

Des œuvres de Yang Yongliang ont été ou sont présentées au sein de ces expositions muséales :
- 11 décembre 2013 - 6 avril 2014, exposition “Ink Art: Past as Present in Contemporary China”, Metropolitan Museum of Art, New York[5]
- 2015-2016, exposition « une brève histoire de l'avenir », Musées royaux des Beaux Arts de Belgique, Bruxelles[16],[17] et ensuite au Palais royal de Milan, Italie [18].
- 2016, exposition « Disorder », thème du sixième Prix Pictet (dont Yang Yongliang est l'un des 12 finalistes)[19],[20]. Présentée notamment au Musée de la Croix-Rouge de Genève, au CAB de Bruxelles, au LUMA de Zurich[21].

### Autres expositions personnelles
- 2006    
  - Phantom Landscape, OFOTO Gallery, Shanghai, Chine
- 2007    
  - Phantom Landscape II & III, OFOTO Gallery, Shanghai
- 2008    
  - Heavenly City & On the Quiet Water, OFOTO Gallery, Shanghai
- 2009    
  - Yang Yongliang Photographic Works, Limn Art Gallery, San Francisco, États-Unis
  - City of Phantom Visions, OFOTO Gallery, Shanghai
  - On the Quiet Water, 45 Downstairs Gallery, Melbourne, Australie
  - Exposé aux Rencontres d'Arles et lauréat du Prix Découverte[2]
- 2010   
  - Heavenly City, MC2 Gallery, Milan, Italie
  - Artistic Conception: Landscape, My Humble House, Taipei, Taïwan
  - Heavenly City, Galerie Paris-Beijing, Paris, France
  - Artificial Wonderland, 18 Gallery, Shanghai
  - Yang Yongliang Solo, Melbourne Intercultural Fine Art, Melbourne
- 2011    
  - The Peach Colony, Galerie Paris-Beijing, Pékin, Chine (10 septembre - 10 novembre 2011) et Paris, France (7 janvier 2012 - 3 mars 2012)[22]
  - The Peach Blossom Colony, 18 Gallery, Shanghai
  - Window 70th: Yang Yongliang, Gallery Jinsun, Séoul, Corée du Sud
- 2012
  - The Moonlight, Magda Danysz Galleries, Shanghai
- 2013    
  - Moonlit Metropolis, Schoeni Art Gallery, Hong Kong, Chine
  - Silent Valley, MC2 Gallery, Milan
  - The Moonlight, Galerie Paris-Beijing, Paris
- 2014
  - Yang Yongliang Solo Exhibition, Sophie Maree Gallery, La Haye, Pays-Bas
- 2023 :  
  - Imagined Landscape, Galerie Paris-B, Paris